# Marie Leszczyńská
Marie Leszczyńská ([leščyňská], polsky Maria Karolina Zofia Felicja Leszczyńska; 23. června 1703 Trzebnica – 24. června 1768 Versailles) byla mladší dcera svrženého polského krále Stanislava Leszczyńského, který se uchýlil do azylu do Paříže, a jeho ženy Kateřiny Opalińské. V roce 1725 se provdala za francouzského krále Ludvíka XV. a stala se francouzskou královnou.

## Život
Když kníže de Condé, první ministr krále Ludvíka XV. a posléze jeho nástupce kardinál Fleury hledali ženu pro krále, chtěli vybrat takovou, která by Francii nevtáhla do komplikovaných politických vztahů. Silný vliv na výběr nevěsty měla i markýza de Prie, milenka knížete de Condé. Marie se stala dokonalou kandidátkou, když Stanislav Leszczyński pozbyl politického významu. Svatba se konala 4. září 1725. Nevěsta byla králi velmi vděčná, že si ji vybral za manželku, o to víc, že svým manželstvím mohla do jisté míry kompenzovat rodičům ztrátu trůnu.
Během času však také Ludvík došel k názoru, že manželství s Marií je zahanbující mesaliancí, koneckonců již zveřejnění jeho záměrů se s ní oženit vzbudilo velké pobouření. Marie přišla ke dvoru skromně, třebaže v důsledku tohoto manželství připadlo Francii Lotrinsko.
Manželství přesto bylo zpočátku velmi šťastné, narodilo se z něj deset dětí (osm dcer a dva synové), matce velmi oddaných. Ludvík XV. byl ovšem notorickým sukničkářem, měl množství milenek (nejznámější z nich byla Madame de Pompadour, která Marii na královském dvoře zcela odsunula); Marie o většině z nich věděla a trpěla jimi, nezbývalo jí však než je akceptovat. Na druhé straně se k ní Ludvík choval vždy velmi dobře, měla velkou volnost, mohla si sama vybírat své přátele a společnost, na rozdíl od jiných královských manželek měla možnost stýkat se se svými rodiči.
Byla horlivou katoličkou, to po ní zdědily i její děti.
Jejím kulturním vkladem do života versailleského dvora bylo každotýdenní pořádání koncertů polských chórů.

## Potomci
Z manželství Marie Leszczyńské a Ludvíka XV. se narodilo deset dětí, dva synové a osm dcer. Mladší syn a dvě mladší dcerky zemřely jako děti; kromě nejstarší dcery Luisy Alžběty všechny její dcery zůstaly neprovdány.
- Luisa Alžběta (14. srpna 1727 – 6. prosince 1759), ⚭ 1738 Filip Parmský (15. března 1720 – 18. července 1765), vévoda z Parmy, Piacenzy a Guastally
- Anna Jindřiška (14. srpna 1727 – 10. února 1752), zemřela na neštovice
- Marie Luisa (28. července 1728 – 19. února 1733)
- Ludvík Ferdinand (4. září 1729 – 20. prosince 1765), dauphin z Viennois (otec tří francouzských králů),
⚭ 1744 Marie Tereza Bourbonská (11. června 1726 – 22. července 1746)
⚭ 1747 Marie Josefa Saská (4. listopadu 1731 – 13. března 1767)

- Filip Ludvík (30. srpna 1730 – 7. dubna 1733), vévoda z Anjou
- Marie Adéla (23. března 1732 – 27. února 1800), vévodkyně z Louvois, svobodná a bezdětná
- Viktorie Luisa (11. května 1733 – 7. června 1799), svobodná a bezdětná
- Sofie Alžběta (27. července 1734 – 2. března 1782), vévodkyně z Louvois
- Tereza (16. května 1736 – 28. září 1744)
- Luisa Marie (15. července 1737 – 23. prosince 1787), karmelitánská řeholnice

### Zajímavost
Druhý sňatek následníka trůnu Ludvíka Ferdinanda byl s ohledem na královnu Marii do jisté míry problematický. Poté, co po dvou letech manželství zemřela jeho první žena, vzešel od strýce nevěsty, Mořice Saského, plán na manželství s Marií Josefou Saskou. Podpořila ho metresa ženichova otce, krále Ludvíka XV., Madame de Pompadour a král s návrhem souhlasil. Považoval ho za výhodný pro Francii, Francie a Sasko totiž byly nepřátelskými zeměmi v nedávné válce o rakouské dědictví, takže sňatek mezi následníkem francouzského trůnu a saské princezny by mohl vést ke vzniku spojenectví mezi oběma státy. Problém však spočíval v tom, že děd Marie Josefy August II. Silný zbavil polského trůnu Stanislava I. Leszczyńského, otce královny Marie Leszczyńské a sňatek následníka trůnu, jejího syna, s Augustovou vnučkou mohl znamenat hlubokou urážku lidem milované královny. Bez ohledu na tyto konsekvence však ke sňatku nakonec došlo; ženichovi bylo 18 a nevěstě 15 let. Třebaže se znovu oženil, oplakával Ludvík Ferdinand stále svou první ženu. Marie Josefa, obdařená citlivou duší, trpělivostí i bystrým intelektem, dokázala postupně získat srdce nejen svého manžela, ale nakonec se hluboce nábožensky založená a vysoce morální princezna díky těmto svým vlastnostem sblížila i se svou tchyní.